# 제미니 4호
제미니 4호(영어: Gemini 4)는 미국의 유인 우주 비행 계획인 제미니 계획으로 발사된 유인 우주선이다. 제미니 우주선으로서는 4번째 우주선이며, 1965년 6월 3일에 발사되었다. 미국에서는 처음으로, 세계에서는 두 번째로 우주 유영이 행해졌다.

## 승무원
- 제임스 맥디비트 - 선장
- 에드워드 화이트 - 파일럿

### 백업 승무원
- 프랭크 보먼 - 선장
- 짐 러벨 - 승무원

## 개요

### 발사
제미니 4호는 제미니 3호에 계속되는 우주 비행이며, 미국으로는 처음으로 우주 유영 및 수 일에 걸친 우주 체류를 목적으로 하고 있었다. 또 타이탄 II GLV 로켓 제2단과의 랑데부 비행도 포함되어 있었다. 이것들은 달 비행 계획의 기술 개발의 의미도 있었다. 제미니 4호를 위해서 휴스턴에 새로운 관제 센터가 설치되어 장기 체류를 위해서 관제사들이 3교대 근무를 행했다.
발사는 1965년 6월 3일 15:15:59 UTC에 케이프커내버럴 공군 기지 LC-19 발사대에서 행해졌다. 발사 장면은 통신 위성을 사용하여 유럽에도 영상 중계되었다. 발사는 순조롭게 진행되어, 근지점 162.3 km, 원지점 282.1 km 의 궤도에 정상 진입했다.

### 랑데부
궤도 상에서의 랑데부 시험은 타이탄 II GLV 로켓 제2단을 표적으로 하여 행해졌다. 우주 공간에서는 육안에 의한 거리를 재기 힘들고 궤도 자세 제어 시스템(OAMS)을 이용한 접근 조작은 어려움을 겪어, 결국 랑데부는 포기할 수밖에 없었다.

### 선외 활동(EVA)
랑데부 시험에 이어 우주 유영의 준비가 행해졌다. 당초 계획에서는 궤도 주회 2주째에 행해질 예정이었지만, 랑데부 시험의 실패로 제3주째로 연기되었다. 선실의 감압 뒤, 우주총을 소지한 에드워드 화이트 비행사가 선외로 나왔다. 우주선에서 약 5 m 떨어진 장소에서 그는 몇 개의 행동을 행했다. 15분 40초 후에 그는 선내로 돌아왔다. 해치의 개폐에 약간의 어려움이 있었기 때문에 2번째의 우주 유영은 행해지지 않았다.

### 시험·실험
제미니 4호에서는 11개의 시험·실험을 행했다. 실험 D-8에서는 5기의 선량계를 사용한 방사선 측정이 행해져 남대서양 이상대를 자세하게 조사할 수 있었다. 실험 D-9에서는 육분의를 이용한 항법이 시도되었다. 실험 5-5 및 5-6에서는 지구의 사진을 촬영해 기상 및 지표의 측정에 사용했다. 실험 M-3과 M-4는 의학적 실험이며, 고무 끈을 이용한 운동이나 심장 뛰는 소리 측정이 행해졌다.
실험 MSC-1에서는 우주선의 전하 측정이 행해졌고, MSC-2에서는 전자-양전자의 관측, MSC-3에서는 3축 자력계 관측, MSC-10에서는 지구 주변부의 사진 촬영(빨간색-파란색으로)을 행했다.

### 대기권 재돌입
궤도 주회 48주 째에 IBM제 컴퓨터가 고장났기 때문에 대기권 재돌입 시의 자세 제어가 곤란해져 부분적으로 양력을 이용한 제어성이 높은 재돌입은 방폐되었다. 우주선의 양력 발생을 억제하기 위해서 롤 회전(rolling)을 실시하면서 재돌입을 실시했다. 고도 3,230 m에서 주 낙하산을 산개, 플로리다반도 인근의 대서양 해상에 착수했다. 비행 시간은 4일을 넘겨 그때까지의 미국의 우주 비행 중 가장 긴 임무가 되었다. 승무원은 헬리콥터에 의해 구조되었고 우주선은 미국 해군의 항공모함 USS 와스프호에 회수되었다. 미국 국방부는 제미니 4호의 지원을 위해 인원 10,249명과 항공기 134기, 함정 26척을 투입하였다.
제미니 4호는 워싱턴 D.C.의 국립 항공 우주 박물관에 보관 전시되고 있다.